# Ferenc Nagy (Jurist)
Ferenc Nagy (* 18. Januar 1948 in Kiskunfélegyháza; † 8. Mai 2020) war ein ungarischer Jurist.

## Leben
Nach der Diplomprüfung 1972 an der Fakultät für Recht und Politische Wissenschaften (ÁJTK) der Josef-Attila-Universität Szeged wurde er dort zunächst wissenschaftlicher Mitarbeiter, dann Assistenzprofessor und ab 1981 außerordentlicher Professor an der Abteilung für Strafrecht und Strafprozessrecht der rechtswissenschaftlichen Fakultät, zu deren Leiter er dann 1992 berufen wurde. Nach der  Habilitation wurde er 1995 Universitätsprofessor für Strafrecht und Strafverfahrensrecht an der Universität der Wissenschaften in Szeged berufen. Von 1990 bis 1992 war er Dekan und 1990 bis 1999 Mitglied des Universitätsrates. Er hatte eine herausragende Reputation als Strafrechtslehrer und gilt als Gründer der Szegediner Strafrechtsschule.

## Schriften (Auswahl)
- Gemeinsamkeiten und Unterschiede im deutschen und ungarischen Straftat- und Sanktionssystem. Leipzig 1998, ISBN 3-933240-09-3.
- A magyar büntetőjog. Általános része. Budapest 2008, ISBN 978-963-258-037-1.
- mit Arndt Sinn, Walter Gropp (Hrsg.): Grenzen der Vorverlagerung in einem Tatstrafrecht. Eine rechtsvergleichende Analyse am Beispiel des deutschen und ungarischen Strafrechts. 1. Auflage. Vandenhoeck Ruprecht, s. l. 2011, ISBN 978-3-89971-868-3.